# Distretto di Higashikunisaki
Il distretto di Higashikunisaki (東国東郡, Higashikunisaki-gun?) è uno dei distretti della prefettura di Ōita, in Giappone.
Attualmente fa parte del distretto solo il comune di Himeshima.